# Thriller 40
Thriller 40 es la reedición del 40.º aniversario del sexto álbum de estudio del cantante estadounidense Michael Jackson, Thriller (1982). El álbum original ha vendido más de 70 millones de copias en todo el mundo, lo que lo convierte en el álbum más vendido de todos los tiempos. Thriller 40  fue lanzado el 18 de noviembre de 2022, en cooperación con Epic Records, Legacy Recordings y MJJ Productions. Es su primer álbum póstumo en cinco años desde el lanzamiento de Scream en 2017. Thriller 40 marca la tercera reedición del disco original, luego de la edición especial de 2001 y Thriller 25 (2008).

## Antecedentes
Michael Jackson lanzó su sexto álbum de estudio, Thriller, el 30 de noviembre de 1982. Con ventas estimadas en más de 70 millones de copias en todo el mundo, Thriller se convirtió en el álbum más vendido del mundo de todos los tiempos; el álbum fue el primero en la historia en producir siete sencillos entre los diez primeros. El éxito de Thriller colocó a Jackson en la posición dominante de la música pop, convirtiéndose en un icono de la cultura pop internacional.

## Mercadotecnia y promoción
El cantante estadounidense Maxwell interpretó "The Lady in My Life" en los Billboard Music Awards 2022. Él dijo: "Me siento honrado de estar aquí, honrado de poder celebrar el 40 aniversario de Thriller. He estado despierto desde las seis de la mañana tratando de arreglar todo y, ya sabes, solo quiero hacerlo bien". - es Michael Jackson. No hay nadie mejor, nadie más grande, así que solo quiero hacerlo bien".
Varias otras actividades están planeadas antes del eventual lanzamiento de Thriller 40. El 8 de septiembre, se reveló que la demostración original de la versión de Jackson de la canción de Yellow Magic Orchestra "Behind the Mask" (que se remezcló previamente para el álbum póstumo Michael de 2010) era una de las 10 pistas del disco de material extra de la reedición. El 15 de septiembre, una canción inédita titulada "She's Trouble" fue la segunda pista adicional anunciada para el álbum. El 22 de septiembre, se confirmó que una versión de demostración temprana de "Best of Joy" (lanzada en el álbum Michael), titulada "The Toy" (destinada a la película de Richard Pryor de 1982 del mismo nombre) era otra pista adicional. El 29 de septiembre, se anunció una canción lanzada anteriormente titulada "Got the Hots". El 6 de octubre, una canción nunca antes escuchada titulada "What a Lovely Way to Go" (mencionada por Jackson en la declaración de México de 1993 como "What a Lonely Way to Go" y reelaborada por Mark Ronson como "Lovely Way" en 2010 para posible inclusión en Michael) fue anunciado. El 13 de octubre, se anunció una pista lanzada anteriormente en The Ultimate Collection, "Sunset Driver" (mezclada por Bill Bottrell, quien luego coprodujo el álbum Dangerous). El 20 de octubre, se anunció la inclusión en el segundo disco de la pista "Carousel", lanzada anteriormente en Thriller: Special Edition (en forma abreviada) y varias ediciones de King of Pop (en forma más completa). El 27 de octubre, se anunció la primera demostración de "Thriller" titulada "Starlight" en el segundo disco. El 3 de noviembre, la canción "Can't Get Outta the Rain", lanzada previamente en la cara B de "The Girl Is Mine" y basada en "You Can't Win" (que fue la banda sonora de la película musical de 1978 El Mago), fue anunciado. La canción fue regrabada para el lanzamiento de 1982. El 10 de noviembre, se anunció una demostración inédita e inaudita llamada "Who Do You Know" como la pista final del Disco 2.
El 4 de octubre, el periodista musical y cineasta Nelson George anunció que estaba dirigiendo un documental sobre la realización de Thriller, que incluirá imágenes nunca antes vistas.
El Patrimonio de Michael Jackson también se burló del lanzamiento de videos musicales de la era Thriller en 4K.
El 1 de noviembre, el Patrimonio de Michael Jackson y Sony Music lanzaron una campaña mundial para celebrar el 40.º aniversario del álbum Thriller, con Fan Event Parties, Immersive Experience que se llevará a cabo en dos países: Düsseldorf, Alemania, del 10 al 13 de noviembre y Nueva York. del 18 al 20 de noviembre y habrá un evento de filmación que formará parte de un documental sobre Thriller el 30 de noviembre.
El 15 de noviembre, el Patrimonio de Michael Jackson lanzó la versión 4K del video musical "Beat It" de Jackson en YouTube. También apareció una remasterización en 4K del cortometraje "Thriller" en iTunes y Tidal, aunque se eliminó poco después.

## Lanzamiento
Anunciado el 16 de mayo de 2022 por el Patrimonio de Michael Jackson, Thriller 40 es el duodécimo lanzamiento de Sony y/o Motown desde la muerte de Jackson en 2009. La compañía también anunció lanzamientos adicionales del álbum original del sello de reediciones para audiófilos Mobile Fidelity Sound Lab. tanto en Super Audio CD estéreo como en LP, limitado a 40.000 copias numeradas. Posteriormente, el periodista de The Washington Post, Geoff Edgers, atribuyó a la última parte del anuncio el haber alimentado el escepticismo público hacia Mobile Fidelity que culminó en una controversia posterior sobre el uso de archivos Direct Stream Digital en lanzamientos de vinilo que se comercializaron como provenientes directamente de cintas maestras analógicas.

## Lista de canciones
| Disco 1: Thriller |                                         |                            |                               |          |  |
| N.º               | Título                                  | Escritor(es)               | Productor(es)                 | Duración |  |
| 1.                | «Wanna Be Startin' Somethin'»           | Michael Jackson            | Quincy Jones, Michael Jackson | 6:02     |  |
| 2.                | «Baby Be Mine»                          | Rod Temperton              | Quincy Jones                  | 4:20     |  |
| 3.                | «The Girl Is Mine» (con Paul McCartney) | Michael Jackson            | Quincy Jones, Michael Jackson | 3:42     |  |
| 4.                | «Thriller»                              | Rod Temperton              | Quincy Jones                  | 5:57     |  |
| 5.                | «Beat It»                               | Michael Jackson            | Quincy Jones, Michael Jackson | 4:18     |  |
| 6.                | «Billie Jean»                           | Michael Jackson            | Quincy Jones, Michael Jackson | 4:54     |  |
| 7.                | «Human Nature»                          | Steve Porcaro, John Bettis | Quincy Jones                  | 4:06     |  |
| 8.                | «P.Y.T. (Pretty Young Thing)»           | James Ingram, Quincy Jones | Quincy Jones                  | 3:59     |  |
| 9.                | «The Lady in My Life»                   | Rod Temperton              | Quincy Jones                  | 4:59     |  |
| 42:16             |                                         |                            |                               |          |  |

| Disco 2: Material Extra |                                       |                                                  |                               |          |  |
| N.º                     | Título                                | Escritor(es)                                     | Productor(es)                 | Duración |  |
| 1.                      | «Starlight»                           | Rod Temperton                                    | Quincy Jones                  | 5:04     |  |
| 2.                      | «Got the Hots» (Demo)                 | Rod Temperton                                    | Quincy Jones                  | 4:25     |  |
| 3.                      | «Who Do You Know» (Demo)              | Michael Jackson                                  | Michael Jackson               | 5:23     |  |
| 4.                      | «Carousel»                            | Michael Sembello, Don Freeman                    | Quincy Jones                  | 3:39     |  |
| 5.                      | «Behind the Mask» (Mike's Mix) (Demo) | Michael Jackson, Chris Mosdell, Ryuichi Sakamoto | Michael Jackson               | 5:01     |  |
| 6.                      | «Can't Get Outta the Rain»            | Michael Jackson, Quincy Jones                    | Quincy Jones, Michael Jackson | 4:06     |  |
| 7.                      | «The Toy» (Demo)                      | Michael Jackson                                  | Michael Jackson               | 3:04     |  |
| 8.                      | «Sunset Driver» (Demo)                | Michael Jackson                                  | Michael Jackson               | 4:03     |  |
| 9.                      | «What a Lovely Way to Go» (Demo)      | Michael Jackson                                  | Michael Jackson               | 3:55     |  |
| 10.                     | «She's Trouble» (Demo)                | Terry Britten, Billy Livsey, Sue Shifrin         | Quincy Jones                  | 4:13     |  |
| 42:53                   |                                       |                                                  |                               |          |  |

| Edición de lujo digital |                                                    |                                                            |                                                |          |  |
| N.º                     | Título                                             | Escritor(es)                                               | Productor(es)                                  | Duración |  |
| 20.                     | «Billie Jean» (Home Demo from 1981)                | Michael Jackson                                            | Michael Jackson                                | 2:20     |  |
| 21.                     | «Billie Jean» (Long Version)                       | Michael Jackson                                            | Quincy Jones, Michael Jackson                  | 6:20     |  |
| 22.                     | «Billie Jean 2008» (Kanye West Mix)                | Michael Jackson                                            | Michael Jackson, Kanye West, Anthony Kilhoffer | 4:35     |  |
| 23.                     | «Beat It» (Demo)                                   | Michael Jackson                                            | Michael Jackson                                | 2:03     |  |
| 24.                     | «Beat It 2008» (con Fergie)                        | Michael Jackson                                            | Michael Jackson, will.i.am                     | 4:11     |  |
| 25.                     | «Wanna Be Startin' Somethin'» (Demo)               | Michael Jackson                                            | Michael Jackson                                | 5:43     |  |
| 26.                     | «Wanna Be Startin' Somethin'» (Tommy D's Main Mix) | Michael Jackson                                            | Quincy Jones, Michael Jackson, Tommy D         | 7:40     |  |
| 27.                     | «Wanna Be Startin' Somethin' 2008» (con Akon)      | Michael Jackson, Aliaune Thiam, Giorgio Tuinfort           | Michael Jackson, Akon, Giorgio Tuinfort        | 4:14     |  |
| 28.                     | «Human Nature» (7" Remix)                          | Steve Porcaro, John Bettis                                 | Quincy Jones                                   | 3:45     |  |
| 29.                     | «P.Y.T. (Pretty Young Thing)» (Demo)               | Michael Jackson, Greg Phillinganes                         | Michael Jackson                                | 3:46     |  |
| 30.                     | «P.Y.T. (Pretty Young Thing) 2008» (con will.i.am) | Michael Jackson, William Adams, Keith Harris               | Michael Jackson, will.i.am                     | 4:21     |  |
| 31.                     | «The Girl Is Mine 2008» (con will.i.am)            | Michael Jackson, William Adams, Keith Harris               | Michael Jackson, will.i.am                     | 3:10     |  |
| 32.                     | «Thriller» (7" Special Edit)                       | Rod Temperton                                              | Quincy Jones                                   | 4:37     |  |
| 33.                     | «Thriller» (Def Thriller Mix)                      | Rod Temperton                                              | Quincy Jones, David Morales, Frankie Knuckles  | 7:22     |  |
| 34.                     | «Thriller Megamix»                                 | Michael Jackson, Rod Temperton, James Ingram, Quincy Jones | Quincy Jones, Michael Jackson, Jason Nevins    | 9:14     |  |
| 158:30                  |                                                    |                                                            |                                                |          |  |

## Posicionamiento en lista

### Gráfica semanal
| Gráfica (2022)                     | Pico de posición |
| ---------------------------------- | ---------------- |
| Italia Albums (FIMI)               | 7                |
| Japón (Oricon)                     | 6                |
| New Zealand Albums (RMNZ)          | 22               |
| Portugal (AFP)                     | 10               |
| Swedish Albums (Sverigetopplistan) | 38               |